# Кавказ — 2012
«Кавказ-2012» — стратегические командно-штабные учения (КШУ)[уточнить] Южного военного округа, которые проходили 17 — 23 сентября 2012 года в завершение летнего периода обучения в Вооружённых Силах (ВС России).
Тема учений — совершенствование практических навыков командного состава и штабов в планировании и применении войск в условиях равнинно-степной местности с использованием перспективных автоматизированных систем управления, применением высокоточного оружия и новых образцов вооружения.
Практические действия войск отрабатывались на четырёх полигонах: Прудбой, Капустин Яр, Ашулук и Раевское.

## Участники учений
От Сухопутных войск в КШУ приняли участие около 8 тыс. военнослужащих, около 200 единиц вооружения и военной техники, около 100 единиц артиллерийских орудий.
- Сухопутные войска (СВ)
  - 49-я армия (49 А)
    - 5-я отдельная гвардейская мотострелковая Таманская бригада имени М. И. Калинина (5 гв.омсбр) ЗВО (передана по замыслу учений в подчинение командующего 49-й армией)

  - 58-я армия (58 А)
    - 20-я отдельная гвардейская мотострелковая бригада (20 гв. омсбр)
    - 19-я отдельная мотострелковая Воронежско-Шумленская бригада (19 омсбр)
    - 136-я отдельная гвардейская Уманско-Берлинская мотострелковая бригада (136 гв. омсбр)
- Военно-воздушные силы (ВВС)
  - 6950-я гвардейская авиационная Донбасская база (6950 гв. АБ)
  - 6972-я гвардейская авиационная Барановичская база (6972 гв. АБ)
- Военно-Морской Флот (ВМФ)
  - Северный флот (СФ)
    - большой десантный корабль «Георгий Победоносец» (БДК-45)
    - большой десантный корабль «Александр Отраковский» (БДК-55)
    - большой десантный корабль «Кондопога» (БДК-182)

  - Черноморский флот (ЧФ)
  - Каспийская флотилия (КФл)
    - 414-й отдельный батальон морской пехоты (414 обмп)
    - 727-й отдельный гвардейский батальон морской пехоты (727 обмп)
    - 46-й отдельный береговой ракетный дивизион (46 обрдн)
- Воздушно-десантные войска (ВДВ)
  -     - 7-я гвардейская десантно-штурмовая дивизия (горная) (7 гв. дшд(г))
- 56-я отдельная гвардейская десантно-штурмовая Донская казачья бригада (56 гв. одшбр)
- Министерство внутренних дел Российской Федерации (МВД)
- Федеральная служба безопасности Российской Федерации (ФСБ России)
- Федеральная служба охраны Российской Федерации (ФСО России)
- МЧС России

## Ход учений
Командно-штабные учения «Кавказ-2012» стартовали 17 сентября 2012 года. Руководителем учений назначен начальник Генерального штаба ВС России Н. Макаров. В первый день учений на розыгрыше тактического эпизода на полигоне Раевское присутствовали в том числе президент, министр обороны, командующие округов, а также иностранные наблюдатели. На Кап-Яре проходили учения подразделений и частей ракетных войск и артиллерии 58-й армии с боевой стрельбой. Также в первый день учений началось выдвижение приданных частей ЗВО на полигон Ашулук.
18 сентября к учениям подключился флот: в Каспийском море проводились ракетные стрельбы и преодоление минных заграждений. На Черноморском побережье совместными действиями кораблей (в том числе флагмана ЧФ — ракетного крейсера «Москва»), морской авиации и морской пехоты ЧФ, а также армейской авиации (АА) ЮВО и ВВС была проведена крупнейшая учебная десантная операция. 20 сентября на ЧФ и в Каспийской флотилии корабельными соединениями и береговыми войсками велась учебная и боевая ракетная стрельба. 21 сентября на Каспийской флотилии также был разыгран тактический эпизод с высадкой крупного морского десанта на необорудованном побережье и захватом плацдарма.
Также, 21 сентября на полигоне Капустин Яр был разыгран тактический эпизод, в ходе которого мотострелковая и десантно-штурмовая бригады совместными усилиями, при поддержке АА и ВВС блокировали и уничтожили резервы условного противника в глубине его обороны.